# 李步雲
李步雲，奉天錦州府寧遠州人，清朝政治人物。同進士出身。
光緒二年（1876年），參加丙子恩科會試，得貢士第175名。殿試登進士3甲第159名，授商城縣知縣；后改尉氏縣知縣。